# Deutsch Goritz
Deutsch Goritz – gmina w Austrii, w kraju związkowym Styria, w powiecie Südoststeiermark. Według danych Austriackiego Urzędu Statystycznego liczyła 1796 mieszkańców (1 stycznia 2016).